# Gruppo di NGC 2997
Il Gruppo di NGC 2997 è un gruppo di galassie situato prospetticamente nella costellazione della Macchina Pneumatica alla distanza di circa 61 milioni di anni luce dalla Terra.
È composto da una decina di galassie di cui NGC 2997 è la più rilevante e da cui il gruppo prende il nome.
Inoltre è un componente dell'Ammasso della Vergine che a sua volta fa parte del Superammasso della Vergine.

## Principali galassie del gruppo
| Nome       | Tipo      | R.A.        | DEC        | Distanza M di a.l. | Redshift (z) | Nomi alternativi                               | Immagine |
| ---------- | --------- | ----------- | ---------- | ------------------ | ------------ | ---------------------------------------------- | -------- |
| NGC 2997   | SA(s)c    | 09h45m38.8s | -31°11'28" | 63                 | 0,003633     | UGCA 181, ESO 434-35, MGC-05-23-012, PGC 27978 |          |
| NGC 3056   | SA(rl)0^0 | 09h54m32.9s | -28°17'53" | 58                 | 0,003246     | ESO 435-7, MCG-05-24-003, PGC 28576            |          |
| IC 2507    | IB(s)m    | 09h44m33.9s | -31°47'24" | 70                 | 0,004163     | ESO 434-31, MCG-05-23-009, PGC 27903           |          |
| UGCA 168   | Scd       | 09h33m21.5s | -33°02'01" | 55                 | 0,003089     | ESO 373-8, MCG-05-23-006, PGC 27135            |          |
| UGCA 180   | SB(s)m    | 09h44m47.6s | -31°49'32" | 70                 | 0,00419      | ESO 434-33, VV 608, DDO 235, PGC 27918         |          |
| UGCA 182   | IBm       | 09h45m30.0s | -30°20'34" | 59                 | 0,003329     | ESO 434-34, MCG-05-23-011, PGC 27966           |          |
| ESO 434-41 | IB(s)m    | 09h47m45s   | -31°30'27" | 58                 | 0,003296     | PGC 28149                                      |          |
| ESO 435-16 | I0        | 09h58m46.2s | -28°37'19" | 58                 | 0,003269     | VV 592, MCG-05-24-010, PGC 28822               |          |